# Nicky Astria
Nicky Astria, właśc. Nastiti Karja Dewi (ur. 18 października 1967 w Bandungu) – indonezyjska piosenkarka.
Bruce Emond na łamach „The Jakarta Post” określił artystkę mianem „jednej z największych [indonezyjskich] gwiazd muzycznych późnych lat osiemdziesiątych”. Dwa spośród jej utworów znalazły się w zestawieniu 150 indonezyjskich utworów wszech czasów, ogłoszonym na łamach lokalnego wydania magazynu „Rolling Stone” („Jarum Neraka” na pozycji 54., „Tangan-Tangan Setan” na pozycji 57.).

## Dyskografia
- 1987: Seputih Kasih
- 1989: Tak Kuduga
- 1992: Kaulah Segalanya
- 1994: Yang Terbaik
- 1996: ...Uthe
- 1997: Berserah Kepada Yesus
- 1999: Kasih
- 2000: Yang Kurindukan
- 2002: Greatest Hits Ruth Sahanaya
- 2003: Bicara Cinta
- 2006: Jiwaku
- 2007: Joyful Christmas
- 2009: Giving My Best
- 2010: Thankful